# Epicampodon
Epicampodon là một chi khủng long, được Lydekker mô tả khoa học năm 1885.